# ヴァイオリン・オクテット
ヴァイオリン・オクテット（Violin octet、またハッチンズ・ヴァイオリン、新ヴァイオリン属とも言われる） はカーリーン・ハッチンズらにより、従来のヴァイオリン属（ヴァイオリン、ヴィオラ、チェロ、コントラバス）の楽器を改良したもの。ただし、従来の楽器から、サイズ、構え方を変更しているものがあり、さらに曲の少なさもあって、あまり普及していないが、一部の楽器については注目されているものがある。

## 歴史
弦楽器音響協会(CAS)が1963年に発足し、そのプロジェクトの一つとしてヴァイオリンをベースとした「コンソート」(同じ属の楽器からなるグループのこと)を新たに作成するという物であった。
ヴィオラは、ヴァイオリンのように響かせようとするにはサイズが小さい。また、コントラバスはヴィオローネから形状があまり変わっていないなど、不整合があった。このような不整合をなくして、ヴァイオリンを基準とし、各楽器間の音域と寸法比を一定になるように新たに設計し、制作するというものであった。
さらに、設定された音域を出すために弦の素材、胴の構造にも手が加えられ、最終的な形となった。
結果的にこのプロジェクトで作成された楽器は、均質な音色が出せる楽器群となった。そのため、たとえば、既存の弦楽四重奏曲を演奏した場合、音域が重なる部分において、面白みに欠けるということもある。また、従来の物とサイズが異なるため、構え方や、ポジションが異なるため、この楽器のために新しく習得する必要があり、この事も普及しない原因と思われる。

## 種類
調弦は、中央ハをC3として記載している。（音名・階名表記を参照）
トレブル・ヴァイオリン
トレブル・ヴァイオリン（Treble Violin）は、ヴァイオリン・オクテットの中で最も小さく、そして高い音を出す楽器である。音域としては、ちょうど従来のヴァイオリンの1オクターブ上になっている。この楽器は厳密に設計を行うと、大人には扱えないほど小さくなってしまうため、以下の工夫がなされている。
- 全長を長くし、扱いやすくする。
- それにより音が低くなるので、音を高くするためf字孔を大きくする。
- それでも足りないため、側面に孔をあけている。

また、E線に使用する弦の材質が従来の鋼線では目的とする音域を出せないため、炭素繊維強化ワイヤーを使用している。構え方も独特で、E線が切れた場合、目に取って危険な状態になるため、あごで挟んで演奏するのではなく、前腕に楽器を載せるか、保護眼鏡をかけた状態で演奏する。
調弦は、G3-D4-A4-E5 とヴァイオリンの1オクターブ上。記譜は、ピッコロと同じように1オクターブ低く書かれる。
ソプラノ・ヴァイオリン
ソプラノ・ヴァイオリン（Soprano Violin）は、従来のヴァイオリンより四度高い音を出す楽器である。この音域に相当する楽器が、16世紀～17世紀に作成された事があり、J.S.バッハのブランデンブルク協奏曲第一番に使用されている。この楽器も想定した音域を出すために側板の厚みを薄くしている。
調弦は、C3-G3-D4-A4 とヴァイオリンより四度高い。記譜は、実音で書く場合と、四度下げて書かれる場合の2種類がある。
メッゾ・ヴァイオリン
メッゾ・ヴァイオリン（Mezzo Violin）は、従来のヴァイオリンに相当する楽器である。従来のヴァイオリンより少し大きくなっているが、ナットからブリッジまでの距離は、変わっていない。また、厚みも従来のものの約半分になっており、それにより低音域の音が力強くなっている。ヴァイオリンと同様、調弦は G2-D3-A3-E4 で、記譜も実音通り。
アルト・ヴァイオリン
アルト・ヴァイオリン（Alto Violin）または、ヴァーチカル・ヴィオラ（Vertical viola）は、従来のヴィオラに相当する楽器である。理想の音を出すために従来の楽器よりも大きくなり、あごに挟む方法では、演奏できなくなっている。そのため、チェロと同様にエンドピンを床につけて演奏する。この改良により、従来のヴィオラでは出来なかったハイポジションでの演奏が可能になっている。また、この楽器を用いて、チェリストのヨーヨー・マがバルトークのヴィオラ協奏曲を録音している。
ヴィオラと同様、調弦は C2-G2-D3-A3 で、実音記譜。ただし、チェロ奏者が演奏する場合もあるため、1オクターブ下げてヘ音記号とテノール記号で記譜されることもある。
特記事項として、フランス語表記でスコアが書かれている場合、ヴィオラを"Alto"としている。この場合はもちろん普通のヴィオラの事である。
テノール・ヴァイオリン
テノール・ヴァイオリン（Tenor Violin）は、ヴァイオリンの1オクターブ下の楽器である。従来のヴィオラとチェロの中間に相当する楽器。チェロよりも小さいが、アルト・ヴァイオリン同様エンドピンを用いて演奏する。ヴィオール属にはこの音域の楽器も存在したが、ヴァイオリン属では相当する楽器がなかった。
調弦は G1-D2-A2-E3 で、記譜は、チェロ奏者が演奏する事が多いのでヘ音記号とテノール記号を用いて、四度上げて書くのが望ましいが、実音で書いても良い。
バリトン・ヴァイオリン
バリトン・ヴァイオリン（Baritone Violin）従来のチェロに相当する楽器である。全長が長くなっている。これにより、低音域の二弦の音が透明で力強い音を出せるようになった。また、ピッツィカートの音色も良好になっている。
チェロと同じく、調弦はC1-G1-D2-A2で、実音記譜。
バス・ヴァイオリン
バス・ヴァイオリンは、小バス・ヴァイオリン（Small Bass Violin）とも呼ばれる、従来のチェロとコントラバスの中間に相当する楽器である。この楽器以下の物は、コントラバスと同様に調弦が四度ずつとなる。サイズは3/4（分数楽器）のコントラバスと同様。響板の構造は、ヴァイオリン等と同様になっている。そのため、透明で反応の良い響きを得られるようになっている。また、バリトンと同様にピッツィカートが良好に響く。
調弦は A0-D1-G1-C2 で、四度上げて記譜するのが一般的だが、実音で書いてもよい。
コントラバス・ヴァイオリン
コントラバス・ヴァイオリン（Contrabass Violin）は、従来のコントラバスに相当する楽器である。外見は大型化したヴァイオリンそのもので、ヴィオール属の特徴を残している従来のコントラバスとは著しく異なる。また、サイズも大型化しており全長が130cmに及ぶ。そのため、第3、第4ポジションを超える場合、奏者によっては演奏を困難とする場合もあるため、ハイポジションでの演奏はさけるべきである。しかし、その豊かな響きは各種楽団の低音パートの基礎となれる能力をもっている。
コントラバス同様、調弦は E0-A0-D1-G1、1オクターブ上げて記譜する。